# Gearing (investering)
 For alternative betydninger, se Gearing (flertydig). (Se også artikler, som begynder med Gearing)
Gearing eller marginhandel er et udtryk, der benyttes indenfor finansverdenen om investeringer, hvor den investerede kapital er større end den kapital, der er bogført hos personen eller i selskabet. Det kan gøres f.eks. gennem låntagning eller ved brug af derivater.
Gearing i procent = 100% x ( investeret kapital / bogført kapital )
En gearing på 200% betyder således, at en kapitalmængde er fordoblet gennem lån, når den investeres.
Da gearede investeringer skal korrigeres for renter, er de ikke rentable over længere tid, hvilket opleves f.eks. ved
køb af gearede derivater som f.eks. det svenske xact bear. Gearede investeringer har større mulighed
for gevinst og tab, svarende til gearingens størrelse i forhold til den bogførte kapital.
Eksempel
Et firma har en egenkapital på 10 millioner, som kan investeres i ejendomme. Firmaet kan vælge at tage lån i egenkapitalen og investere lånet i ejendomme. Hvis firmaet låner 20 millioner med sikkerhed i egenkapitalen, og investerer alle 30 millioner kroner i ejendomme, så er selskabets gearing på 30 millioner / 10 millioner = 300%.